# Eben-Haëzerkerk (Scheveningen)
De Eben-Haëzerkerk is het kerkgebouw van de Gereformeerde Gemeente in Scheveningen. De kerk is gelegen aan de Nieuwe Laantjes en heeft ook een ingang in de Keizerstraat. De Eben-Haëzerkerk is per 1 januari 2018 aan de eredienst onttrokken.

## De gemeente
De gemeente werd in 1870 gesticht als Oud-Gereformeerde Gemeente. Op 8 februari 1870 werd oefenaar A.H. Geerts tot predikant bevestigd. Hij overleed op 13 januari 1916, maar pas in 1920 werd een nieuwe predikant, ds. J van Wier, bevestigd. Op 27 september 1923 sloot de vrije gemeente zich aan bij de Federatie van Oud Gereformeerde Gemeenten. Ds. van Wier vertrok in 1928 naar Rijssen. Op 9 oktober 1933 ging de gemeente over naar de Gereformeerde Gemeenten. Enkele gemeenteleden waren het hier niet mee eens en zetten de Oud-Gereformeerde Gemeente voort. Na een rechtszaak kregen zij in 1938 het kerkgebouw toegekend. Zij verkochten dit daarna voor 18.000 gulden aan de grotere Gereformeerde Gemeente, die de kerk was blijven gebruiken.
Op 1 oktober 2017 is de gemeente gefuseerd met Gereformeerde Gemeente Den Haag. De gefuseerde gemeente draagt de naam 'Gereformeerde Gemeente Den Haag-Scheveningen'. Tot eind 2017 werd er wisselend gekerkt in de Eben-Haëzerkerk en de Bethaniëkerk aan de Oude Boomgaardstraat. Vanaf 1 januari 2018 wordt er samengekomen in de Bethaniëkerk.
Van zondag 2 februari tot en met 4 april 2020 worden er in deze keer tijdelijk diensten gehouden vanwege de verbouwing van de kerkzaal van de Bethaniëkerk in Den Haag.

## Het gebouw
De Eben-Haëzerkerk werd in 1890 gebouwd voor de dolerenden en heette toen Pniëlkerk. In 1921 kocht de Oud-Gereformeerde Gemeente voor 35.000 gulden het gebouw en hernoemde die naar haar oude kerk aan de Havenkade 19. De plattegrond is T-vormig. De gevel aan de Nieuwe Laantjes is in neorenaissancestijl gebouwd. Links en rechts zijn houten, gelakte deuren, het middendeel heeft drie ramen en daarboven een gebogen kerkraam met glas-in-lood. 

### Orgel
In 2001 werd door orgelbouwer Scheuerman het Van der Zwan-orgel uit 1964 vervangen door het elektro-pneumatische kerkorgel van Fonteijn en Gaal, afkomstig uit de kerk van de Gereformeerde Gemeente in Den Haag-Zuid. De heer A.J. den Heijer ontwierp en plaatste het orgelfront.
Abdijkerk van Loosduinen · 
Allerheiligst Sacramentskerk · 
Anglican Church of St. John and St. Philip · 
Antonius Abtkerk · 
Badkapel · 
Bethelkerk (Scheveningen) · 
Bethlehemkerk · 
Christus Triumfatorkerk · 
Duinoordkerk · 
Duinzichtkerk · 
Eben-Haëzerkerk · 
Onze Lieve Vrouw Onbevlekt Ontvangenkerk · 
Emmauskerk · 
Grote of Sint-Jacobskerk · 
Sint-Jacobus de Meerderekerk  · 
H.H. Engelbewaarderskerk · 
H.H. Jacobus- en Augustinuskerk · 
Hofkapel · 
H. Familiekerk · 
Julianakerk (Transvaalkwartier) · 
Prinses Julianakerk (Scheveningen) · 
Kerk van de H. Martelaren van Gorcum · 
Kerk van Eikenduinen · 
Kloosterkerk · 
Lourdeskapel · 
Lutherse kerk · 
Maranathakerk · 
Nieuwe Badkapel · 
Nieuwe Kerk ·
Onbevlekt Hart van Mariakerk ·
O.L.V. Hemelvaartkerk · 
O.L.V. van Goede Raadkerk · 
Oosterkerk · 
Oude Kerk · 
Paleiskerk · 
Pastoor van Arskerk · 
Pniëlkerk · 
Sint-Agneskerk · 
Sint-Josephkerk (1867) · 
Sint-Josephkerk (1886) · 
Sint-Marthakerk · 
Sint-Paschalis Baylonkerk · 
Sint-Theresia van Lisieuxkerk · 
Sint-Willibrorduskerk · 
Teresia van Avilakerk · 
Vredeskapel · 
Waalse Kerk · 
Wilhelminakerk (1908) · 
Wilhelminakerk (1954) · 
Willemskerk · 
Willibrorduskapel